# Баскаково (Тульская область)
Баскаково — деревня в Воловском районе Тульской области России.
В рамках административно-территориального устройства является центром Верхоупского сельского округа Воловского района, в рамках организации местного самоуправления входит в Двориковское сельское поселение.

## География
Расположено на реке Красивая Меча (правом притоке Дона), в 11 км к юго-западу от районного центра, посёлка городского типа Волово, и в 83 км к юго-востоку от областного центра, г. Тулы.

## Население
| 2002 | 2010 |
| ---- | ---- |
| 339  | ↗351 |

Население деревни составляет 351 человек.

## История
Год основания деревни неизвестен. По легенде  это был центр, где во времена татаро-монгольского ига проживали баскаки - сборщики дани для Золотой Орды .
Имеется  упоминание о ней в «Списке приходов и церквей Тульской епархии: извлечение из церковно-приходских летописей. 1895 год», как относящаяся к церковному приходу села Луговка.

## Улицы
В деревне пять улиц: Красивомечетская, Молодежная , Центральная, Школьная и Западный переулок.

## Достопримечательности
- Развалины каменного моста
- Большой яблоневый сад